# Platygyra crosslandi
Platygyra crosslandi is een rifkoralensoort uit de familie van de Merulinidae. De wetenschappelijke naam van de soort is voor het eerst geldig gepubliceerd door .